# Abdulaziz Hussain
Pour les articles homonymes, voir Hussain.
Abdulaziz Hussain Haikal Mubarak Al Balooshi (arabe : عبدالعزیز حسین), né le 10 septembre 1990 à Abou Dabi aux Émirats arabes unis, est un joueur de football international émirati, qui évolue au poste de défenseur.

## Biographie

### Carrière en sélection
Avec l'équipe des Émirats arabes unis, il possède 24 sélections, avec aucun but, depuis 2010.
Il figure dans le groupe des sélectionnés lors de la Coupe d'Asie des nations de 2015, où son équipe se classe troisième.
Il participe également aux Jeux olympiques d'été de 2012. Lors du tournoi olympique organisé en Angleterre, il joue deux matchs : contre la Grande-Bretagne puis contre l'Uruguay.
Il dispute enfin la Coupe du monde des moins de 20 ans 2009 qui se déroule en Égypte. Il joue 4 matchs lors du mondial, atteignant le stade des quarts de finale.

## Palmarès
| Al Shabab - Coupe des Émirats arabes unis : - Finaliste : 2009 et 2010. |  | Al Ahli - Championnat des Émirats arabes unis (2) : - Champion : 2014 et 2016. - Coupe des Émirats arabes unis (1) : - Vainqueur : 2013. - Supercoupe des Émirats arabes unis (2) : - Vainqueur : 2013 et 2014. |